# EuroVoD
EuroVod (o Euro Video On Demand) és una xarxa de plataformes independents de Vídeo a la carta creada l'any 2010 a França especialitada en cinema europeu i d'autor.
Centra la seva feina en defensar la diversitat cultural europea i, per a fer això, utilitza com a nou canal legal el Vídeo a la carta per distribuir contingut audiovisual perquè pugui distribuir recursos i fomentar la producció de més cinema europeu.
Amb membres a 12 països, la xarxa EuroVod està en constant creixement i actualment cobreix una audiència de 385 milions de persones amb una biblioteca de més de 10.000 títols.
A Espanya la plataforma online que hi col·labora és Filmin, qui porta ja 7 anys amb ells.